# Bogutovo Selo
Bogutovo Selo (en serbe cyrillique : Богутово Село) est un village de Bosnie-Herzégovine. Il est situé dans la municipalité d'Ugljevik et dans la république serbe de Bosnie. Selon les premiers résultats du recensement bosnien de 2013, il compte 324 habitants.

## Démographie

### Évolution historique de la population dans la localité
| 1948 | 1953 | 1961  | 1971  | 1981  | 1991 | 2013 |
| ---- | ---- | ----- | ----- | ----- | ---- | ---- |
| -    | -    | 2 609 | 2 600 | 2 088 | 499  | 324  |

|  |

### Communauté locale
En 1991, la communauté locale de Bogutovo Selo comptait 1 071 habitants, dont 1 063 Serbes (99,25 %).

## Personnalité
- Mitar Mirić, chanteur de turbo folk.